# Флаг Ольского городского округа
Флаг муниципального образования «О́льский городской округ» Магаданской области Российской Федерации является составной частью официальной символики муниципального образования.
Ныне действующий флаг утверждён решением Собрания представителей Ольского городского округа от 15 ноября 2019 года № 398-РН и внесён в Государственный геральдический регистр Российской Федерации с присвоением регистрационного номера 12720.

## Описание
«Прямоугольное двухстороннее полотнище с отношением ширины к длине 2:3, изображающее фигуры из герба Ольского городского округа, выполненные жёлтым, голубым, белым и красным цветом».
Описание герба: «В выщербленно пересеченном золотом и лазоревом поле, вверху — червлёный шар (диск), отчасти переходящий в лазурь с переменой цвета на золото; поверх червлёной части — серебряная с чёрной головой чайка, летящая вправо с распростёртыми в пояс крыльями, концы которых выходят за пределы шара и переменяют цвет на чёрный; в лазури всё сопровождено тремя серебряными кетами, большей между двумя малыми, причём каждая положена косвенно справа».

## Обоснование символики
В верхней части флага находится изображение красного солнца, символизирующего собой возрождение и процветание Ольского городского округа и успешность в сельском хозяйстве, рыбном промысле и добыча золота.
Поверх солнца изображена чайка, свободно и гордо парящая над морем. Летящая чайка — символ развития и перспективы, символ чистоты, гордости и свободы.
Рыба символизирует изобилие и благополучие городского округа. Символика рыбы неотделима от символики воды и означает всеобщее обновление природы. Кета — главное богатство моря изображена в нижней части флага.
Голубое поле в нижней части флага символизирует Охотское море, омывающее территорию Ольского городского округа.
Голубой цвет (лазурь) — символ возвышенных устремлений, искренности, преданности, возрождения.
Красный цвет — символ труда, мужества, жизнеутверждающей силы, красоты и праздника.
Жёлтый цвет (золото) — символ высшей ценности, величия, богатства, урожая.
Белый цвет (серебро) — символ чистоты, открытости, божественной мудрости, примирения.

## Первый флаг
Первый флаг был утверждён 29 июня 2005 года как флаг муниципального образования «Ольский район».

### Описание
Флаг муниципального образования представляет собой четырёхугольное полотнище с отношением ширины к длине 2:3, несущее изображения фигур районного герба над синей полосой, расположенной по нижнему краю полотнища.
С левой стороны флаг имеет полосу для крепления древка.
Флаг муниципального образования имеет двухцветную окраску (синюю и голубую), ширина верхней голубой полосы составляет 2/3 от общей ширины флага, ширина нижней синей полосы изображение составляет 1/3 от общей ширины флага.
Нижняя часть флага представлена в виде синего поля, обрамлённого гребнями морских волн, олицетворяющих постоянное движение вперёд.

### Символика
Голубой цвет символ неба, возвышенных устремлений, мечты, надежды на достойное будущее района.
Синий цвет — символизирует Охотское море — основу жизни и процветания Ольского района, олицетворяет радость и счастье человеческого бытия.
Белый цвет — символ мудрости добродетели и благородства.
В целом, цветовая гамма флага подчёркивает характерные черты жизни Ольского района — стремление к развитию и созиданию.
Общая форма герба (автор Т. В. Бутко) муниципального образования традиционно-геральдическая. В верхней части герба на золотистом фоне изображена белокрылая чайка, свободно и гордо парящая в открытом море. Её сильные и могучие крылья позволяют ей смело и уверенно держаться в воздушном пространстве. Чайка олицетворяет собой несгибаемость и стойкость в достижении намеченных целей.
В середине герба находится изображение ярко-жёлтого утреннего солнца, олицетворяющего собой возрождение и процветание Ольского района. Нефтяная вышка символизирует перспективы развития района. В нижней части герба представлено голубое Охотское море, географически обрамляющее Ольский район. На фоне голубого моря изображено главное его богатство — рыба, плавающая в морских глубинах. Рыба олицетворяет собой достаток и благополучие района.
Золотистый цвет — это цвет золота, добыча которого ведётся в Ольском районе, это цвет богатства и удачи.
Белый цвет — это цвет искренности, добродетели, чистоты помыслов и стремлений.
Жёлтый цвет — символ надежды, голубой цвет — благородство и мудрость.

## Правовая основа
18 ноября 2004 года, решением Ольской районной Думы № 134, был объявлен районный конкурс по созданию эскиза флага района.
30 марта 2005 года, решением Ольской районной Думы № 168, был утверждён порядок официального использования флага Ольского района.
29 июня 2005 года, решением Ольской районной Думы № 194, был принят Устав муниципального образования «Ольский район», в котором, в приложении № 3, было дано описание флага муниципального образования.
28 сентября 2005 года, решением Ольской районной Думы № 221, было утверждено описание флага Ольского района (с ошибками в построении).
28 ноября 2006 года, решением Собрания представителей муниципального образования «Ольский район» № 354, было признано утратившим силу решение от 18 ноября 2004 года № 134.
15 ноября 2007 года, решением Собрания представителей муниципального образования «Ольский район» № 98-РН, было признано утратившим силу решение от 28 сентября 2005 года № 221.
15 ноября 2007 года, решением Собрания представителей муниципального образования «Ольский район» № 112-РН, было признано утратившим силу решение от 30 марта 2005 года № 168 и утверждён новый порядок официального использования флага муниципального образования «Ольский район».